# Wacław Ujejski
Wacław Ujejski (ur. 1 kwietnia 1902 w Kielcach, zm. 3 września 1982 w Warszawie) – polski malarz, grafik i scenograf.

## Życiorys
W latach 1923–1929 studiował w warszawskiej Szkole Sztuk Pięknych. Był uczniem Tadeusza Pruszkowskiego (malarstwo) i Władysława Skoczylasa (grafika). W okresie studiów jeździł do Kazimierza Dolnego na plenery malarskie organizowane przez Pruszkowskiego. Przyjeżdżał tam później jeszcze przez wiele lat. W owym czasie przystąpił do grupy artystycznej „Szkoła Warszawska”, założonej przez uczniów Pruszkowskiego. Po ukończeniu SSP kształcił się w Paryżu. Wróciwszy do kraju w 1933, zajął się projektowaniem dekoracji i kostiumów dla teatrów warszawskich takich jak Nowe Ateneum, Teatr Nowy, Teatr Polski, Teatr Narodowy i Stołeczny Teatr Powszechny.
W 1938 ukończył podjęte wcześniej studia scenograficzne na Wydziale Sztuki Reżyserskiej Państwowego Instytutu Sztuki Teatralnej w Warszawie. Od 1938 do 1939 współpracował z Teatrami Miejskimi w Grodnie i Białymstoku, a w latach 1939–1941 i 1944 – już po zagarnięciu ziem polskich przez bolszewików – z Polskim Teatrem Dramatycznym w Wilnie, dla którego zaprojektował kostiumy i scenografię do wielu przedstawień, m.in. Pastorałki Leona Schillera, Żeglarza Jerzego Szaniawskiego, Dam i huzarów Aleksandra Fredry, Klubu kawalerów Michała Bałuckiego i Cyda Pierre’a Corneille’a w tłum. Stanisława Wyspiańskiego.
W grudniu 1955 wrócił z ZSRR i kontynuował współpracę z teatrami stołecznymi: Teatrem Młodej Warszawy (1956), Narodowym (1957), Współczesnym (1957), Ludowym (1957–1961), Teatrem lalek Baj (1960–1968) i Rozmaitościami (1962). Sporadycznie wspierał swoimi projektami placówki prowincjonalne: Teatr Ziemi Łódzkiej (1957), Teatr im. Juliusza Osterwy w Lublinie (1957) i Teatr im. Wandy Siemaszkowej w Rzeszowie (1963).
Od 1959 współpracował z Telewizją Polską. W 1965 otrzymał
III nagrodę w Konkursie Małoobsadowych Przedstawień w Teatrach Lalek. Trzy lata później przeszedł na emeryturę.

## Wybrana twórczość

### Malarstwo
- Kobiety przy studni, 1929
- Podwórko przy Małym Rynku w Kazimierzu Dolnym, 1960
- Róże
- Bukiet polnych kwiatów
- Kwiaty, ok. 1962
- Kuter w porcie, 1962
- Podwórko rybaka, 1962
- Kanał, 1962
- Z Dolnego Mokotowa, 1962
- Ruiny przy ul. Nadrzecznej w Kazimierzu
- Słoneczniki, 1973
- Anemony, 1976

### Grafika
- Kobieta na krześle

### Dekoracje i kostiumy do przedstawień
- Dwanaście krzeseł, 1934 – aut. Ilja Ilf i Jewgienij Pietrow
- Maszyna piekielna, 1935 – aut. Jean Cocteau
- Rodzina Massoubre, 1936 – aut. Jacques Deval
- Wielki człowiek do małych interesów, 1935 – aut. Aleksander Fredro
- Kowal, pieniądze i gwiazdy – aut. Jerzy Szaniawski
- Śmieszna historia, 1957 – aut. Armand Salacrou
- Złote czasy zacnego króla Karola, 1957 – aut. George Bernard Shaw
- Panna Julia – aut. August Strindberg
- W małym domku – aut. Tadeusz Rittner
- Małżeństwo Kreczyńskiego – aut. Aleksandr Suchowo-Kobylin
- Uśmiech losu – aut. Włodzimierz Perzyński
- Burza – aut. William Szekspir
- Dzielny wojak Janosz – aut. Sándor Petőfi
- Baśń o Kopciuszku – aut. Janina Porazińska
- Legenda o Wandzie – aut. Stanisław Wyspiański
- W słońcu (TVP), 1961 – Ludwik Hieronim Morstin